# Бажання (фільм, 1998)
«Бажання» (досл. «Wish») — філіппінський фантастичний комедійно-драматичний фільм 1998 року, написаний і знятий Хосе Хав'єром Рейєсом. У головних ролях: Камілла Пратс, Шайна Магдаяо та Серена Далрімпл, Джина Пареньо, Ніда Бланка, Тірсо Крус III, Черрі Пай Пікаче, Паоло Контіс та Карло Акіно, а також акторський склад другого плану: Декстер Доріа, Рез Кортес, Мелі Тагаса, Менггі Кобаррубіас та Джой Віадо.
Створений і поширений компанією Star Cinema спільно з Available Light Productions, фільм вийшов у прокат 18 листопада 1998 року.

## Ідея
Фільм розповідає про Анну (Камілла Пратс), звичайну дівчину, якій на день народження матері таємнича незнайомка Мананґ Гарсія (Джина Пареньо) подарувала магічну силу. Згодом Анна виявляє, що може виконувати будь-які бажання інших людей, просто доторкнувшись до них долонею. Її сила з часом змінить життя всіх людей навколо неї, включно з нею самою.

## Сюжет
У Баранґай Сансінукубан є хаотичний район уздовж вулиці Матіяга. Там живе проста дівчинка на ім'я Анна, яка живе зі своєю матір'ю Селі та бабусею Меланг. Її батько Оскар живе зі своєю сестрою Пурою та її старшим братом Джунжуном. Вона завжди на вулиці зі своїми друзями Трінкет, молодшою донькою Джой, і Мінґой, які завжди б'ються, та Абіґейл, яка живе зі своїм старшим братом Роллі та дідусем Сотеро. Сусіди Селі — Елвуд, безнадійний романтик, закоханий у Ейпріл, доньку Кікоя, вождя села Сансінукубан. У день народження Селі Анна збиралася принести торт для її батька і брата. Але побачила стареньку бабусю, яка не снідала і не обідала. Вона віддала їй шматок торта, призначений для її батька. За щедрість Анни старенька дала їй силу виконувати бажання людей одним дотиком руки.
Першою людиною, до якої доторкнулася Анна, була її тітка Пура, яка побажала, щоб її рослини виросли великими. Вона зробила багатою сім'ю, з якої раніше сміялися сусіди через їхні борги. Вона також доторкнулася до чоловіка, який мріяв стати жінкою. Вона також торкнулася її безнадійного романтичного друга Елвуда, який зрештою став магнітом для дівчат у їхньому районі. Вона також допомогла похмурій жінці середнього віку виростити рослини, які врешті-решт задушать будь-кого, хто натрапить на будинок старенької. Вона також виконала бажання дітей побудувати басейн на пустирі, який би завдав клопоту всім мешканцям їхнього району, і ще багато-багато інших бажань. Анна виконувала всі бажання своєї сусідки, навіть найнеможливіші.
Незабаром вона виявила, що давати людям те, чого вони хочуть, не завжди робить їх щасливими. Світ занадто великий, але він ніколи не зможе задовольнити всі бажання своїх мешканців.

## Актори та персонажі
- Камілла Пратс — Анна, яка має здатність виконувати необмежені бажання інших. Коли хтось чогось бажає, а вона потім торкається до нього, бажання стає реальним.
- Шайна Магдаяо — Ебігейл, близька подруга Анни та Трінкет, а також сестра Роллі.
- Серена Далрімпл — Трінкет, близька подруга Анни та Ебігейл.
- Джина Пареньо — Мананґ Грасіа, дала Анні силу необмежених бажань за допомогою дотику.
- Ніда Бланка — Лола Мельянґ, бабуся Анни, яка спочатку вагалася щодо здібностей своєї онуки, але, побачивши всі чудеса, які зробила Анна, змінила свою думку.
- Тірсо Крус III — Оскар, батько Анни, який настільки стурбований безпекою дитини, що хоче сховати її дитину в місці, де її ніхто не знає.
- Черрі Пай Пікаче — Селі, матір Анна, яка так її любить і готова захистити, незважаючи ні на що.
- Паоло Контіс — Елвуд, безнадійний романтичний сусід Анни, який хоче, щоб жінки в їхньому місті хотіли його й любили, і слідували за ним, куди б він не пішов. Коли Анна торкається його, бажання збувається, але  побічним ефектом цього є те, що дівчата готові вбити одна одну лише за його «так». Єдина людина, несприйнятлива до його феромону кохання, це Ровена, яка є його близькою подругою, що викликає його інтерес до неї.
- Карло Акіно — Роллі, близький друг Елвуда та брат Ебігейл, який його підтримує.

### Ролі другого плану
- Рез Кортес — Маріо, чоловік Марджі
- Декстер Доріа — Маргарита, яка побажала, щоб її чоловік більше прив'язався до неї і весь час служив їй, як королеві. Побічним ефектом було те, що її чоловік «перебільшував» все, чого вона бажала, аж до того, що кинув роботу заради неї.
- Мелі Тагаса — Пура, яка побажала, щоб її квіти росли щоразу, коли вона з ними розмовляє або ллє на них воду. Але побічним ефектом цього стало те, що рослини перетворилися на смертоносні квіткові ліани, які стискають усіх, хто контактує з ними, окрім самої Пури, яка єдина заспокоює рослини. Це може бути наслідком того, що вона набула здатності спілкуватися з рослинами.
- Огі Діаз — Арнелл, який хоче стати красивою, сексуальною і милою жінкою і збуджено кричить: «Я хочу бути матір'ю!», що шокує Анну, яка випадково торкнулася його ноги. Пізніше того ж дня Арнелл стає жінкою і називає себе «Аннабель». Побічним ефектом її бажання є те, що вночі того ж дня вона миттєво стає вагітною жінкою. Тепер уже Аннабель, побачивши, як швидко росте її живіт, покликала на допомогу, оскільки, схоже, вона скоро народить дитину.
- Віа Велозо — Аннабель, жінка, якою стала Арнелл.
- Менґі Кобаррубіас — батько Мінґґой, який мріє про те, що якби вони були багатими, то всі їхні проблеми вирішилися б самі собою. Після того, як він загадав це бажання, Анна доторкнулася до нього з любов'ю, і куплений ним лотерейний квиток виграв величезний джекпот, зробивши їх найбагатшими у своєму містечку. Але через свою миттєву удачу вони стають жадібними, хвалькуватими та егоїстичними.
- Джой Віадо — Джой Контрерас, матір Мінґґой, яка через свою жадібність планує вбити Лоло Сотеро, щоб отримати у власність усю земельну ділянку міста, яку Лоло Сотеро відмовляється їм продати.
- Коко Трінідад — Лоло Сотеро, яку ледь не вбили, але завдяки допомозі Анни, Трінкет, Абіґейл та їхніх друзів цього вдалося уникнути.
- Арлін Толібас — Пресі, мешканка міста Анни та старша сестра Арнелла.
- Арчі Адамос — Дадо, чоловік Пресі, який став свідком деяких чудес Анни.
- Мел Кімура — Урсула, власниця пустиря в їхньому містечку. Але коли дитина мріє, щоб міні-басейн на пустирі став великим басейном, щоб він і його друзі могли насолоджуватися ним більше. Після того, як Анна торкається хлопчика, на ділянці з'являється дуже великий басейн для дітей, але оскільки власницею ділянки є Урсула, ніхто не зайде туди, якщо не заплатить їй за вхід.
- Руді Мейєр — Кардінг, стурбований сусід, який сперечається з Урсулою щодо рішення про вхід до басейну.
- Андреа дель Розаріо — Ейпріл, одна з дівчат, які були готові померти і вбити будь-кого, аби отримати серце Елвуда і його прихильність.
- Ванесса дель Б'янко — Валері, одна з дівчат, яка була готова померти і вбити будь-кого, аби отримати серце Елвуда і його прихильність.
- Керол Банава — Ровена, близька подруга Елвуда та Анни і єдина дівчина в місті, яка має імунітет до любовних феромонів Елвуда. Можливо, це пов'язано з тим, що коли вона забажала мати в житті справжнє кохання, яке б не брехало їй, захищало, знало її зсередини і ззовні (насправді вона думала про Елвуда, коли Анна доторкнулася до неї), це дало їй можливість бути несприйнятливою до будь-якої форми спокушання.
- Мон Конфіадо — Чой, який був найнятий Джой, щоб вбити Лоло Сотеро, але не впорався із завданням.
- Малу Крісолого — Рубі, репортерка пінайського телебачення, яка повідомляє про незвичайні події, що відбуваються в містечку Анни, і про саму Анну.
- Шамейн Буенкаміно — Ріка, сусідка Анни по містечку.
- Дон Лорел — Дарвін, сусід по містечку Анни.
- Феліндо Обач — Кікой, сусід по містечку Анни.
- Ноель Карпіо — Косме, сусід Анни, поліцейський.
- Рубі Сольменаро — Медінґ, сусідка Анни по містечку.
- Лані Тапіа — Мелоді, сусідка Анни по місту.
- Лус Імперіал — Оянг, сусідка Анни по місту.
- Джон Тіонлок — Попой, сусід у місті Анни.
- Айзек Вільялобос — Джаспер, сусід у місті Анни.
- Вамачілль Ґуанко — Аїда, сусідка Анни по місту.
- Джон Вілларін — Матіас, сусід Анни по місту.

## Виробництво
Більшість візуальних ефектів фільму обробила Roadrunner Network, Inc. Назви обробила Cinemagic, тоді як Star Film Laboratories займалася обробкою фільму.
Пратс, Магдаяо та Далрімпл знялися у фільмі за три місяці до «Марінелли», прем'єра якої відбулася 8 лютого 1999 року як мильна опера після обіду, яка транслювалася в мережі ABS-CBN.